# Fi 156
Fi 156 “鸛”（ Fieseler Fi 156 "Storch"）是二戰期間德國的輕型聯絡觀測機，由格哈德‧费斯勒制造厂設計製造。此型飛機堪稱為空氣動力學的奇蹟，除了具有極其優異的短場起降功能，極低的失速速度僅時速約51公里，對於乘員的安全性提供很大的助益。
此機的操控性能獲得飛行員的一致讚許，其平均壽命為著名戰機Bf 109的10倍，二戰期間幾乎在所有德軍前線都有它的蹤影。

## 開發、歷史和發展

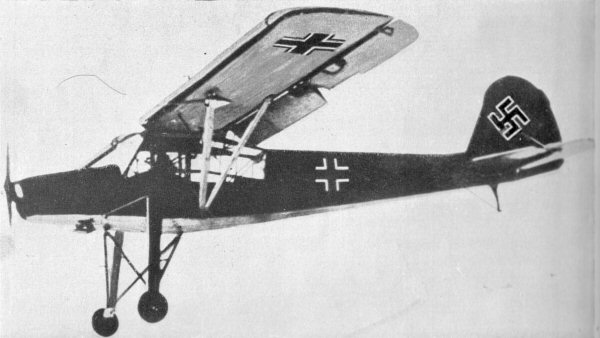
飛行中的鸛式

1935年德國帝國航空部（RLM）向多所航空工業公司提出一個新的招標計劃，要求設計一種適用於聯絡通訊，軍隊合作和醫療救援的飛機。格哈德‧费斯勒制造厂的總設計師賴因霍爾德是和技術總監埃裡希的設想具有當時最優秀的短距起降性能，最終短脫穎而出。
此機具有陸基飛機罕見的主翼收摺功能，主翼可自翼根處向後沿著機身向後方收起，所以甚至可以裝置在車輛後面，慢慢拖行。主起落架很長，包含壓縮約450毫米（18英寸）的彈簧減震器。在飛行時起落架不能收回，機翼長而大，看起來像一只大鳥，所以有大鸛鳥這個暱稱。由於能夠以極低的速度降落而不會導致失速，看起來幾乎有垂直降落的感覺。
Fi-156總共有五架原型機，第二架V-2（D-IGLI）首先完成，1936年被送到Rechlin進行測試，成功的測試結果帶來更多新原型機訂單。但此同時，帝國航空部對德國飛機工業發佈了以Fi156為基礎的新規格。
有三個公司對新規格提出產品，但並沒有能超越Fi156的設計。梅塞施密特 Bf 163與Fi 156類似，但直到1938年才試飛，交貨太遲。福克-沃尔夫的Fw 186的設計極為另類，被認為應付戰場韌性不足。Siebel的Si 201的螺旋槳位於座艙後方，並非傳統設計，雖然可以接受，但短場起降能力不如Fi 156。
編號v-3及V-5的兩架Fi 156原型機裝有軍用設備，編號V-4的原型機在1937年裝有雪橇。在此之前總共完成10架 A-0 預產機。新飛機在1937年8月1日蘇黎世的第四屆國際航空展第一次公開展示，其短場起降能力讓觀眾即為訝異。
V-2原型機展示了極其優異的性能，測試過程中在1240公斤的總重下，還能在時速51公里的時速下控制飛機。只要約時速13公里的逆風，它就可以在50公尺的距離內起飛，降落也只需要不到18公尺的距離，這個距離只比它的寬度多一點點。最短的降落距離紀錄僅有5公尺，降落時逆風比較大，地面經過整理。

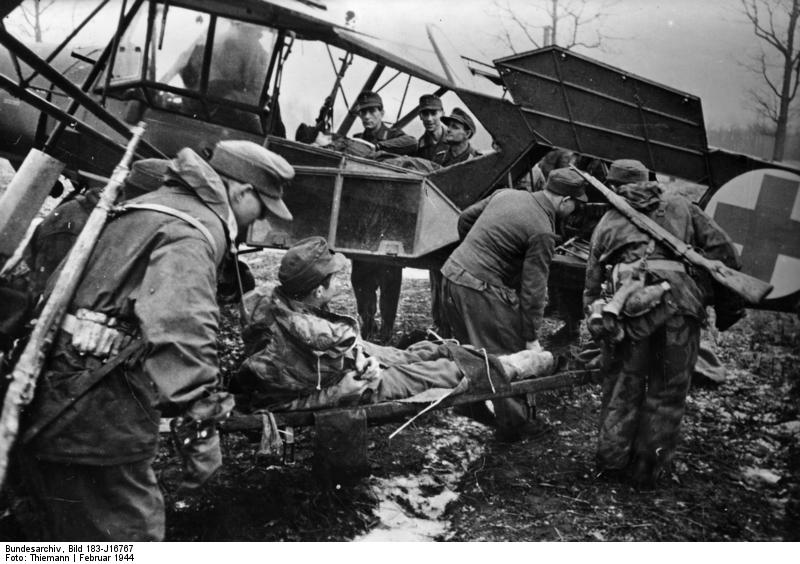
1944年，在德俄交戰的東戰線中，Fi 156 正用於運送傷患。

最早的Fi 156 A-0於1938年完成，之後建造了少量的 B-0 及 B-1民用版本，及大量的軍用版本C-0（試產型）、C-1（聯絡機）、C-2（偵察機）。Fi 156C配備有一具MG 157.92mm機槍，做為防禦武器，以及 阿格斯 As 10C引擎。C-3則配有改進的 10P 引擎。後續的 C-5則可以攜帶三枚50磅炸彈，或150磅地雷，或副油箱使航程擴展到1010公里。D-0和有加大座艙的D-1版，可以做為傷患運輸之用。此外有個修改起落架使飛機可以降落在沼澤區的Fi 156 E-0，以及衍生的 Fi 256將乘員擴充到5名。

## 特徵

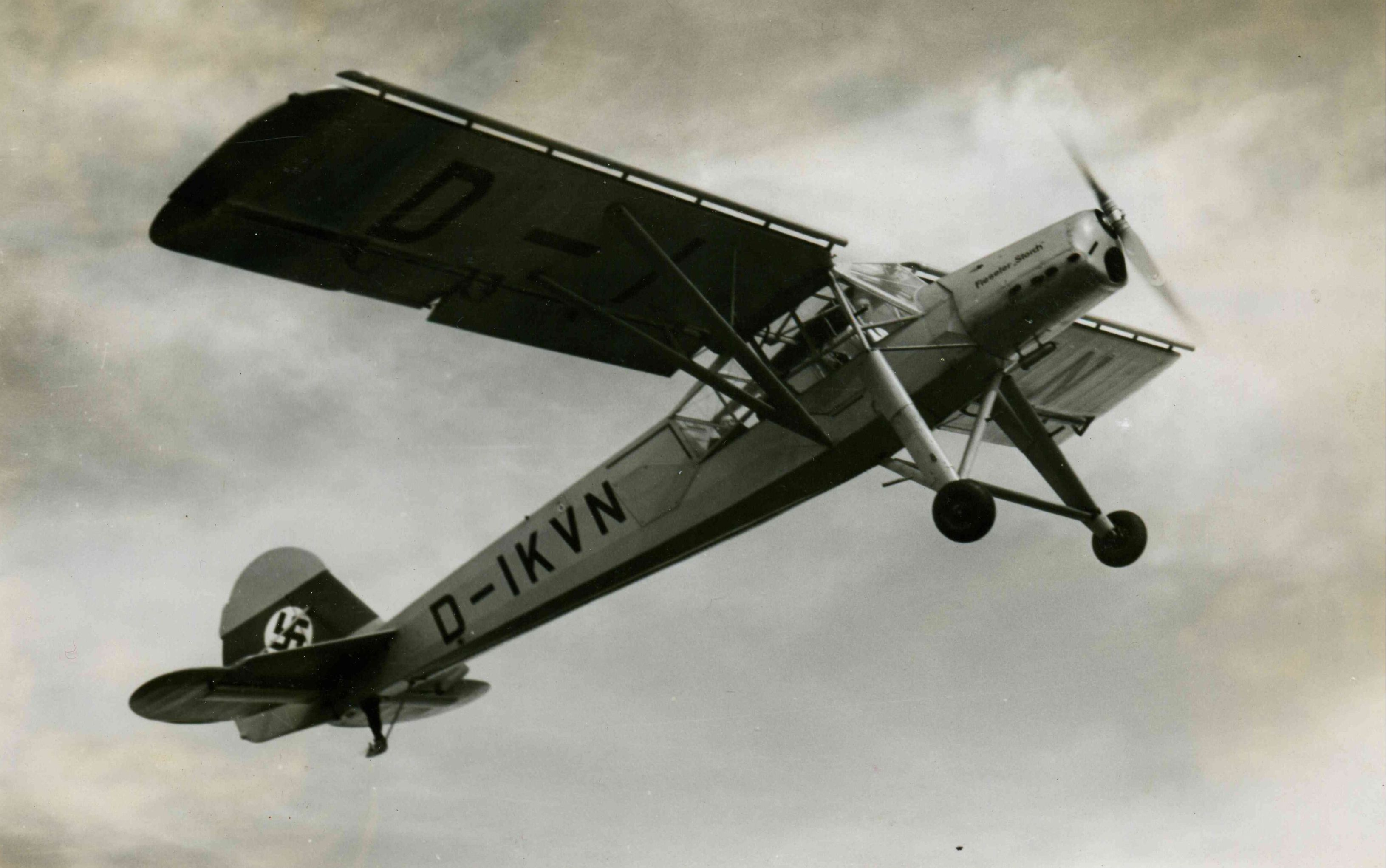
Fiesler公司展示飛機編號D-IKVN的 Fi 156。此機橫跨主翼的固定式前緣縫翼在圖中清晰可見。

此機裝有幾乎與翼展同寬的固定式前緣縫翼，靜態平衡副翼、以及大型襟翼，這些特徵賦予此機極佳的低速操控能力與短場起降能力。機翼可以向後摺90度，以便公路運輸；大型、全罩式的座艙則提供絕佳視野。
此機兼具空中指揮、偵察、連絡、著彈點觀測等多用途，並由於其極優異的短場起降性能可於未修築跑道之一般地面進行很短距離即可起降，實際上只需要網球場大小的場地即可起飛，所以Fi-156幾乎能適應戰場上大部分的地形，也因此在二戰期間德軍的各個戰線幾乎都能見到其身影。此機對德軍指揮而言是不可或缺的，指揮官可乘此機飛赴前線與部隊保持聯繫，並作出適切的判斷，例如隆美爾將軍在非洲戰場上就經常使用鸛式到坦克部隊中指揮。與此同時其他國家的軍隊，如法軍，都只能在後方進行指揮而無法掌握戰況。各師指揮部都有一定數量的鸛式，在戰役進行之前，各將領會乘鸛式集合，制定作戰計劃。
此機由格哈德‧费斯勒制造厂以及法国的莫拉纳-索尔尼埃等企業製造，曾在捷克、法國、羅馬尼亞等地生產，於二戰期間約生產了2,800多架。法國在戰後仍持續生產，日本也仿製出三式指揮連絡機。由於此機性能實在是非常傑出，各衍生機種在50年代進入私人市場，經常用於在空中表演及私人旅遊中。

## 特殊飛行任務

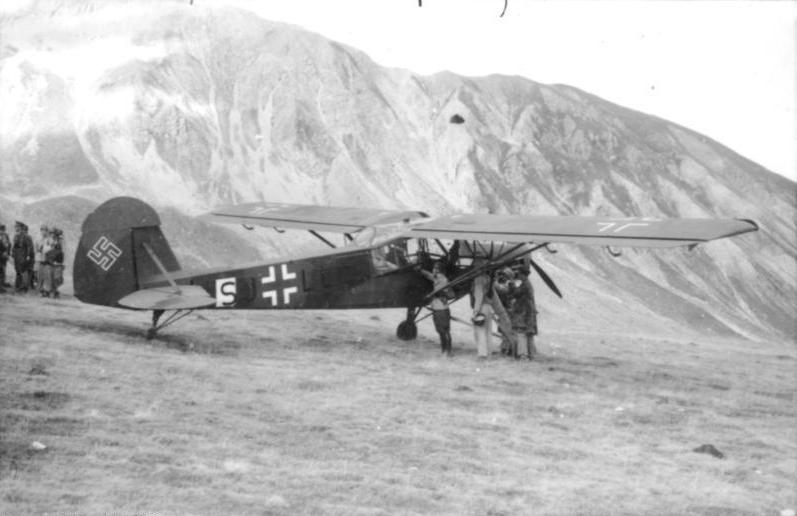
德軍利用Fi 156優異的短場起降功能，在位於山頂的格蘭薩所山頂旅館，將墨索里尼救出來

Fi 156的設計使它可以極低50公里時速飛行，因此起降所需的跑道長度可以大幅縮減。
鸛式最富傳奇性的事蹟，是在1943年9月12日的橡樹行動中，曾經飛行起降於高難度的在意大利大萨索峰帝王台山區，解救了被廢黜的義大利獨裁者墨索里尼。墨索里尼乘坐一架降落在陡峭山坡地的鸛式機，逃離格蘭薩所山頂旅館。

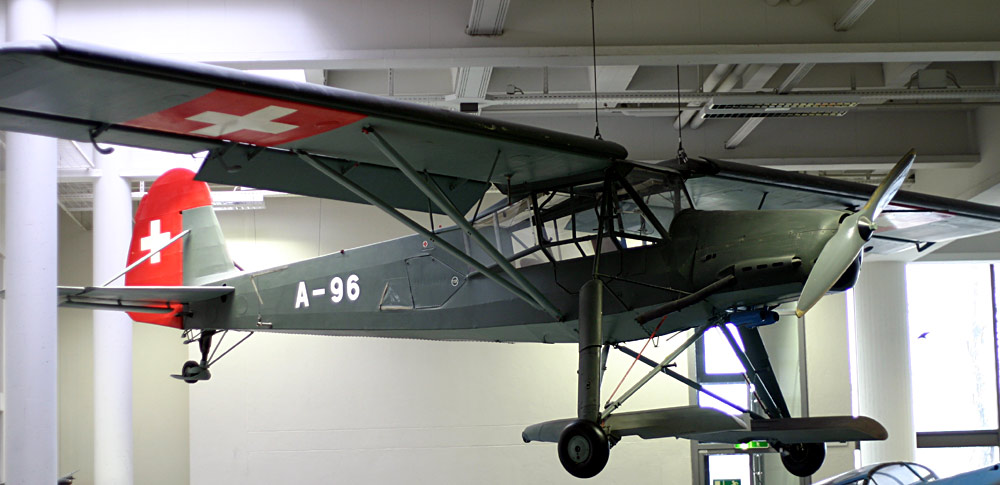
位於慕尼黑德意志博物館中的 Fi-156，該機塗裝為瑞士陸軍標誌

此外，二戰結束後的1946年11月19日，一架美軍所屬的C-53運輸機於瑞士墜毀，美軍嘗試拯救機上11名生還人員的努力均告失敗，最後是瑞士空軍的Fi 156飛機飛行了五晚，失事飛機成員全數救回，包括兩名將軍。此型飛機在瑞士空軍服役直到1963年才退役。

## 製造
1942 年以前，德國境內的 Fiesler 公司是此型飛機唯一供應商，但由於戰爭需求，Fiesler於德國的生產線改為製造戰鬥用途的其它航空器，此型飛機的生產改到其它被佔領國。曾生產的國家包括捷克、法國、羅馬尼亞、蘇聯。

### 法國

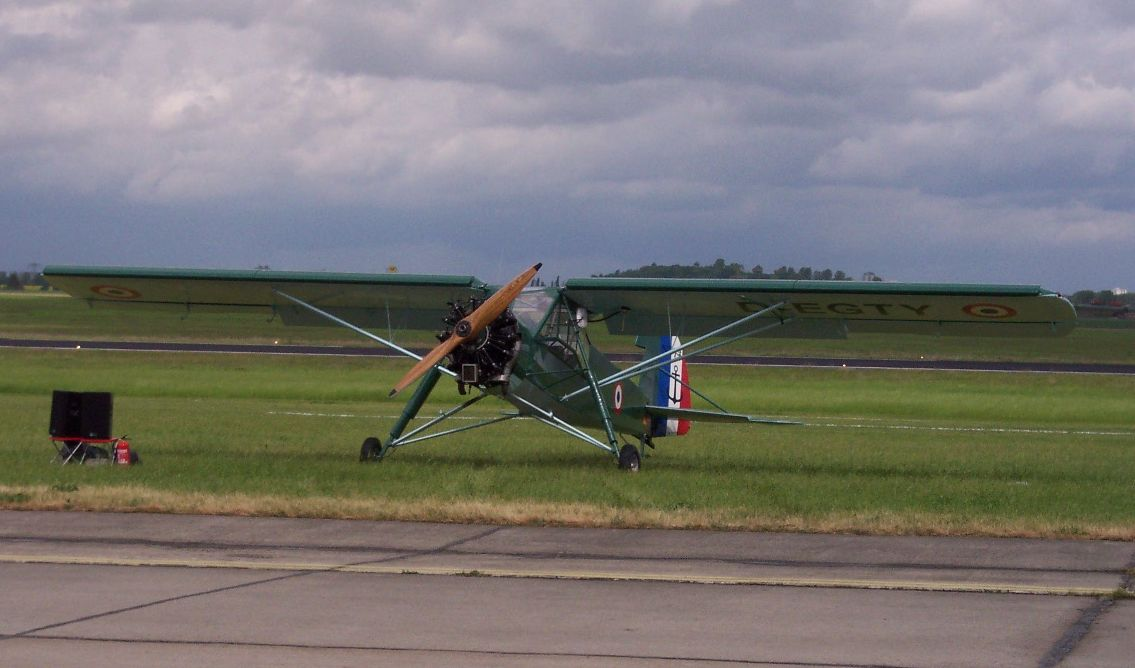
二戰後由法國生產的MS.505

二戰時由法國生產的Fi 156在二戰後改稱MS.500，其中在二戰後生產的被改為使用風冷式星形發動機並改名為MS.505。
二戰後重返中南半島的法軍也有使用MS.500和MS.505
，以至後來南越空軍和柬埔寨空軍也使用法軍留下來的MS.500和MS.505。

### 蘇聯

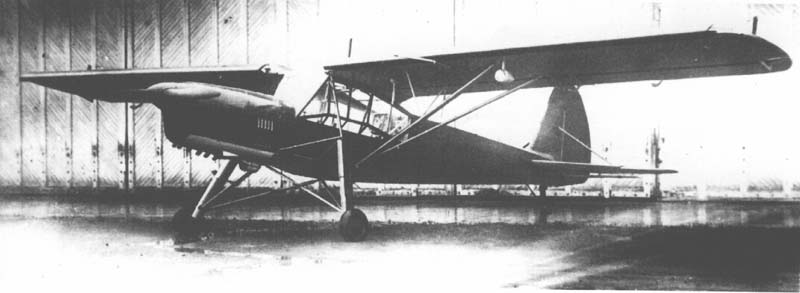
俄國版的 Fi 156，由俄國安托諾夫複製的OKA-38(1940)

前蘇聯自1940年起於立陶宛的 ANBO 開始無授權的仿製 Fi 156，即安托諾夫OKA-38。此機搭載法製 Renault-MV-6 引擎，此前該廠有自行生產的偵察機，但後來決定仿製 Fi 156。該工廠於1941年6月被德軍炸毀，自此未曾復工。

### 日本

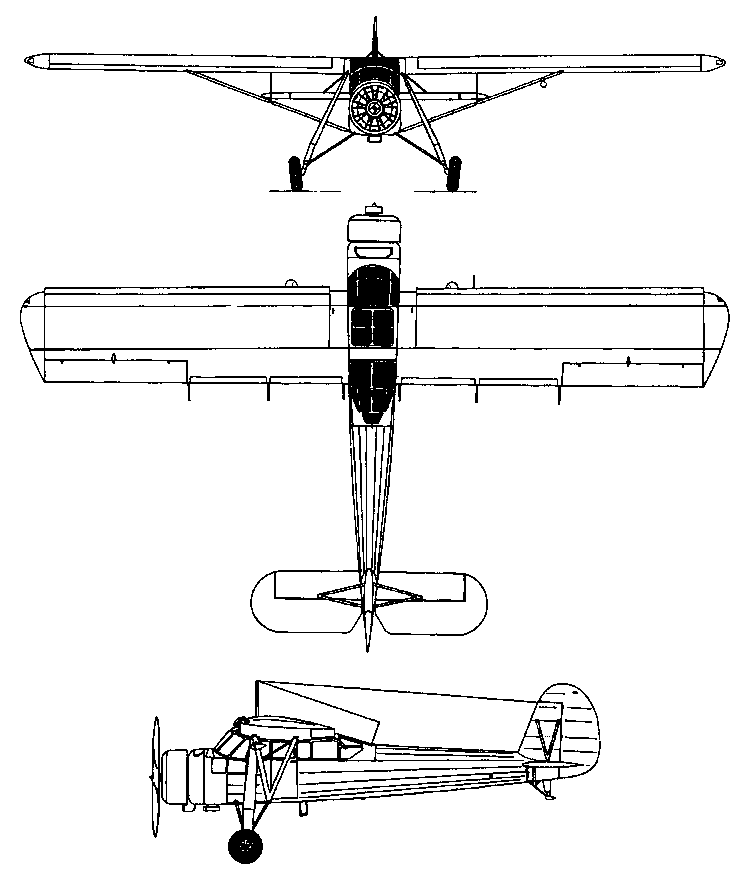
日本三式指揮連絡機三視圖

日本仿製的Fi 156被稱為三式指揮連絡機，編號「Ki-76」，由日本國際航空工業生產，改用日本人慣用的風冷星形發動機以至其外貌和法國MS.505很相似，使用者是日本陸軍航空隊，除了作為本職指揮聯絡之外，還被部署在陸軍的航空母艦（相等於現在的兩棲攻擊艦）秋津丸和山汐丸（原本構想，因為山汐丸未能在二次大戰當中投入實戰），作為艦載反潛機，這是因為三式指揮連絡機也俱有短距離昇降的能力。

## 使用國家

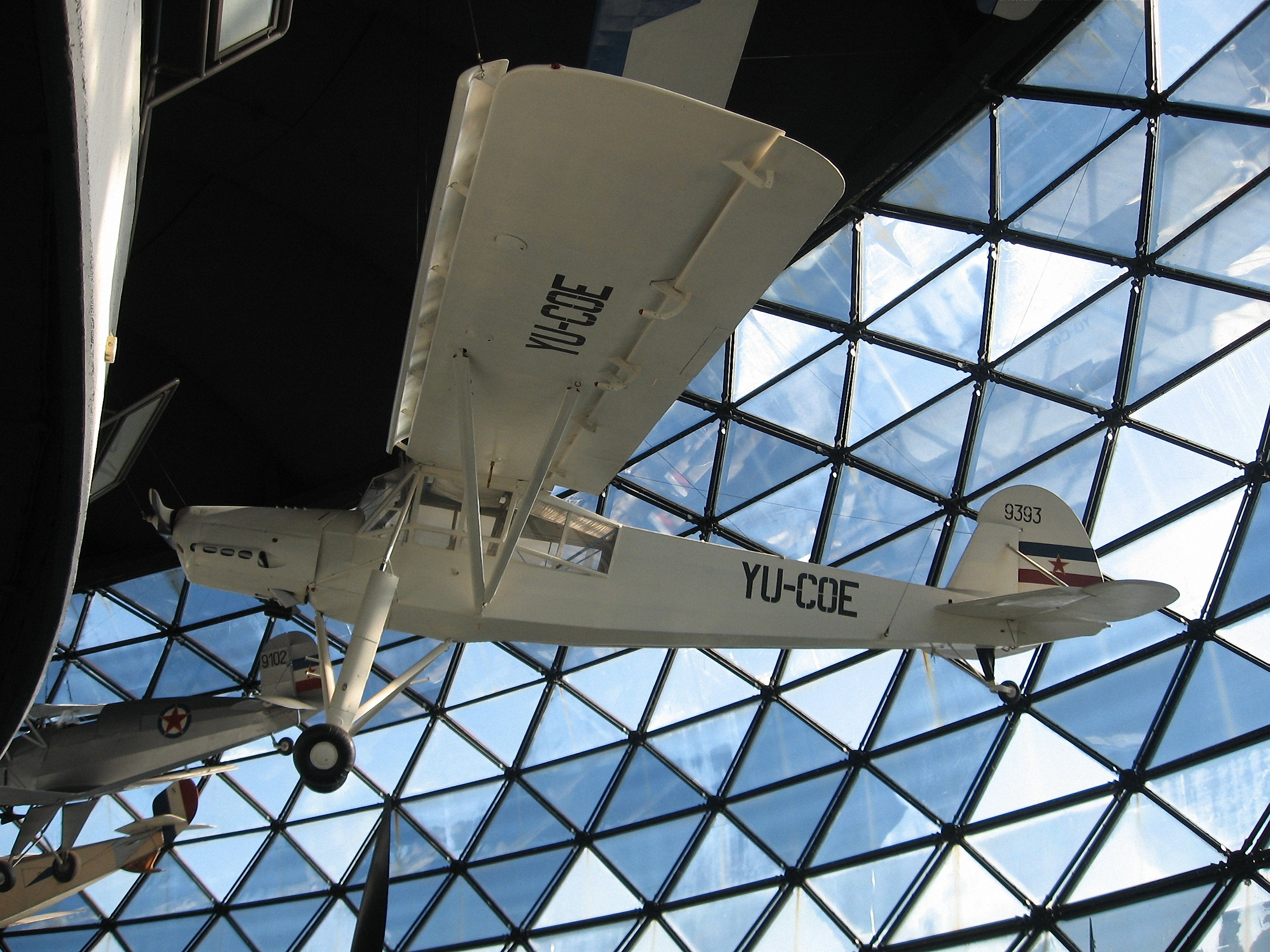
前南斯拉夫空軍的鸛式

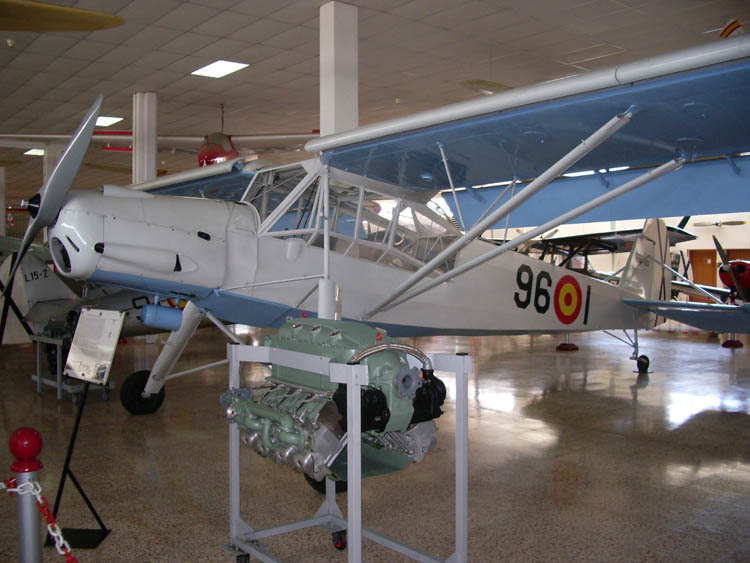
西班牙空軍的鸛式

- 納粹德國
- 法國
- 日本
- 苏联
- 西班牙
- 英国
- 芬兰
- 南斯拉夫
- 瑞士
- 瑞典
- 捷克
- 羅馬尼亞
- 南非
- 越南共和国
- 柬埔寨

## 性能諸元
Fi 156C-2

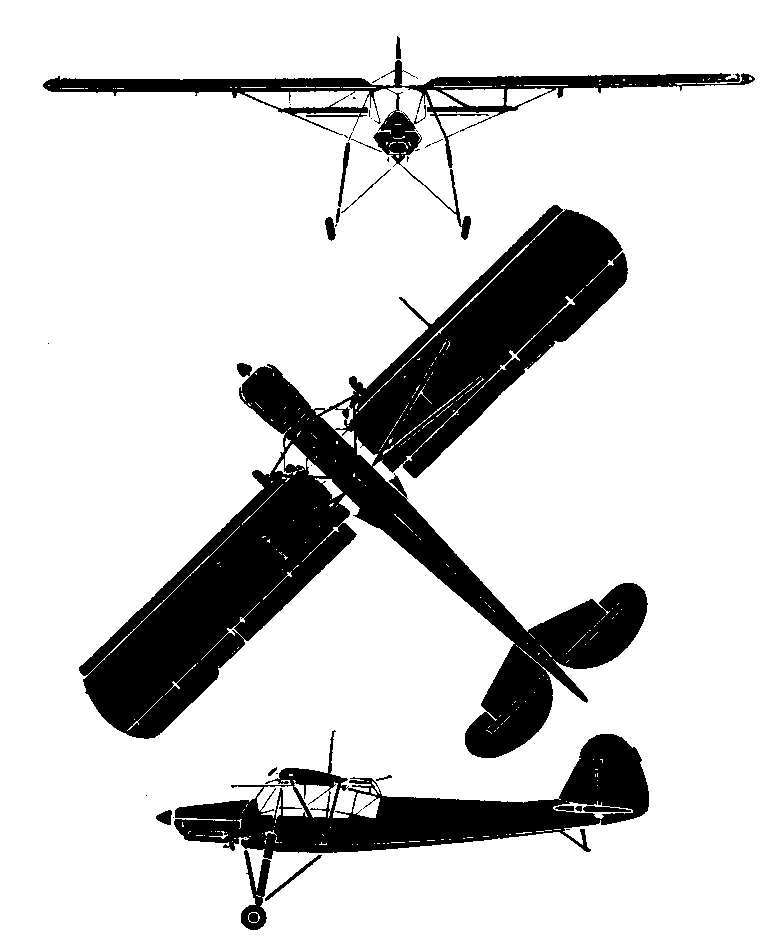
鸛式三視圖

- 引擎: Argus As 10C-3 八汽缸直列式氣冷引擎
- 馬力: 240 hp
- 重量：930 kg
- 全長：9.9 m
- 全寬：14.25 m
- 全高：3.05 m
- 翼面積：26.0 m^2
- 續航距離：470 km
- 最大速度：175 km/h（海平面高度）
- 巡航速度: 129 km/h 或 149 km/h (3280英呎高度)
- 爬升速度: 276 m/min
- 升限：4600m
- 乘員： 3~4人
- 武裝：7.9mm MG15 旋轉機槍一挺位於座艙後方